# 流通系列化
流通系列化（りゅうつうけいれつか）とは商業用語の一つで、メーカーが自社の製品を販売することを有利にするために、卸売業者や小売業者に対して自社との関係を強くすることを求めるということ。流通系列化がされた場合には、当該の卸売業者や小売業者に対しては、他のメーカーの商品を取り扱わないことを約束させるのと引き換えに、販売店に対してさまざまな支援を行っている。